# Santuario della Beata Vergine della Visitazione (Colere)
Il santuario della Beata Vergine della Visitazione conosciuta anche come santuario della Madonnina è un luogo di culto cattolico a Dezzo, frazione di Colere. L'antica chiesa fu distrutta dal crollo della Diga del Gleno il 1º dicembre 1923 e ricostruita su disegno di Luigi Angelini.

## Storia
Sul territorio di Dezzo vi era un'antica edicola devozionale detta santella delle fontane, e il 2 luglio 1654, secondo la tradizione, fu luogo di un'apparizione mariana. Un pastore certo Bartolomeo Burati originario di Borno, molto ammalato si trovava nella località in transito mentre portava la sua mandria all'alpeggio, fermatosi alla santella invocò la Vergine, perché lo guarisse dalla grave infezione tubercolare che lo stava da tempo debilitando. La sua preghiera venne accolta, e il pastore si trovò guarito. Secondo altre fonti accanto al dipinto della bacheca comparve la Madonna che rivoltasi al povero malato disse: Fa cuore, caro figlio, sei guarito. Il giorno è quello che la chiesa dedica alla Visitazione della Beata Vergine Maria, e l'apparizione è stata paragonata alla visitazione che la Vergine ha compiuto a quel buon cristiano. Il fatto pare avesse avuto anche dei testimoni: don Duci di Bareggio, curato della chiesa di Sant'Andrea e forse un notaio con il suo servitore.
La notizia del miracolo fece accorrere molti fedeli e con le loro offerte fu possibile edificare una chiesa. L'atto che vien considerato molto importante per gli abitanti del territorio che vivevano un lungo periodo di lotte intestine che duravano da almeno sei secoli, tra gli scalvini e i bornesi, fu il trovato accordo. La pacificazione tra le due fazioni fu firmata proprio presso la chiesa il 15 marzo 1682.
La chiesa fu elevata a parrocchia dal vescovo di Bergamo Antonio Redetti nel 1754, pur lasciando la chiesa sotto la chiesa di San Bartolomeo di Colere.
Nel XIX secolo fu costruito il nuovo altare in marmo offerto alla Madonna per aver salvato il territorio da una epidemia, inoltre l'aumento dei fedeli, richiese l'ampliamento della chiesa nel 1865 con la costruzione della casa del pellegrino, ambiente posto a fianco della chiesa e che doveva essere luogo di accoglienza dei fedeli.
La notizia del miracolo fece accorrere molti fedeli e con le loro offerte fu possibile edificare una chiesa. L'atto che vien considerato molto importante per gli abitanti del territorio che vivevano un lungo periodo di lotte intestine che duravano da almeno sei secoli, tra gli scalvini e i bornesi, fu il trovato accordo. La pacificazione tra le due fazioni fu firmata proprio presso la chiesa il 15 marzo 1682.
Il 1º dicembre 1923 l'improvviso crollo della Diga del Gleno con la conseguente massa d'acqua che scivolò a valle, fu devastante per i diversi paesi, e per l'edificio che subì gravissimi danni. Nel 1927 iniziarono i lavori di ricostruzione per volontà della popolazione che si autotassò, e collaborò attivamente alla costruzione con la celebrazione della prima messa l'8 dicembre del medesimo anno presenziata dal monsignore Davide Re. Il campanile venne eretto solo nella metà del XX secolo e la popolazione fece donazione della statua della Madonna con una corona d'oro sul capo. La chiesa venne abbellita

## Descrizione
Uno spazioso sagrato in terra battuta precede il porticato della chiesa composto da archi a tutto sesto sostenuti da colonnine in pietra. Il portico delimitato da un muretto si presenta intonacato con la copertura lignea e manto in coppi. L'ingresso centrale presenta paraste e architrave in pietra e due finestre laterali munite di inferriate. La parte superiore la copertura del portico, ha un rosone centrale racchiuso da lesene. La facciata termina con il timpano triangolare.
L'interno si presenta a croce greca con navata unica, con la parte del presbiterio più ampia. 

Lungo la navata corre un cornicione sostenuto da pilastri ionici. Centrale all'incrocio tra le braccia della croce vi sono colonne ioniche con pilastrini. Il presbiterio è preceduto da due ingressi laterali..